# The Agony Scene
The Agony Scene war eine US-amerikanische Metalcore-Band aus Tulsa (Oklahoma).

## Geschichte

### Gründung und Anfänge
The Agony Scene wurde 2002 von dem Sänger Michael Williams und dem Gitarristen Christopher Emmons gegründet.
Lange vor der offiziellen Gründung jedoch spielte die damalige Band mit, bis auf Christopher Emmons und Michael Williams, bis heute noch unbekannten Mitgliedern. Als eine nach Anfangsschwierigkeiten und unzähligen Besetzungswechseln schließlich 2002 vollständige Band nahmen The Agony Scene ein Demo auf und schickten es an das christliche Rocklabel Solid State Records, das die Band unter Vertrag nahm. Dieser Vertrag führte dazu, dass The Agony Scene häufig – entgegen ihrer Selbstdarstellung – als christliche Band angesehen wird.

### Debütalbum (2003)
Das Debütalbum The Agony Scene erschien 2003 in Amerika bei Solid State Records und in Europa bei Century Media und wurde von Adam Dutkiewicz produziert.
Der Musikstil dieses Albums lässt sich in Metalcore mit Death-Metal-Einflüssen kategorisieren. Außerdem sind die Songs mit europäischen Melodien und gelegentlichen Hardcore-Anleihen versehen, was für Metalcore nicht untypisch ist.
Markant für den Musikstil der Band ist, vor allem auf diesem Album, die Gesangsart von Michael Williams, welche auch im Black-Metal-Bereich angewendet wird. Umgangssprachlich wird diese Art auch oft als „Black Metal-Gekeife“ bezeichnet.
Der Musikstil auf diesem Album wird auch als Melodic Death Metal kategorisiert.
Die Debüt-CD enthält neben dem gegen Ende des Songs von Doom Metal beeinflussten The Damned auch einen Track, den man als typische Metalcore-Ballade wie sie Unearth mit Aries schon hatten, bezeichnen kann. Außerdem coverte die Band den Rolling-Stones-Song Paint It Black. Zu dem Song We Bury Our Dead at Dawn wurde ein Musikvideo gedreht.
Nach der Veröffentlichung ging die Band zusammen mit As I Lay Dying und Demon Hunter in Amerika auf Tour. Eine Teilnahme an der Tournee Van’s of the Wall mit Suicide Machines und Avenged Sevenfold folgte, später spielte The Agony Scene auf der Roadrage Tour 2005 mit 3 Inches of Blood, Trivium und Still Remains.

### Zweites Album:The Darkest Red(2005)
Das zweite Studioalbum The Darkest Red wurde von Rob Caggiono, dem Gitarristen von Anthrax, produziert und erschien bei Roadrunner Records.
Gitarrist Johnny Lloyd wurde durch Brian Hodges und Bassist Matt Shannon wurde durch Chris Reye ersetzt.
Die musikalischen Einflüsse aus verschiedenen Genres auf diesem Album reichen von Melodic Death Metal bis typischen Metalcore, worauf sich die gängige Bezeichnung für Deathcore fand, welches aus Elementen des Death Metal und des Metalcore besteht. Es dominieren jedoch aggressive Screams und die vielen Stakkato-Riffs.
Im Gegensatz zum Vorgängeralbum The Agony Scene, welches keinen klaren Gesang enthielt, wurden dieser hier unter anderem teilweise im Refrain eingestreut.
Das Album bekam bei der Internetseite Metalglory 5,5 von 10 möglichen Punkten und wurde dort musikalisch als deutlicher Rückschritt im Gegensatz zum Debütalbum The Agony Scene gewertet. Die Gesamtbewertung des Verfassers ist durchschnittlich und nur für Fans der Gattung (= Metalcore) als kaufenswert angesehen.

### Get Damned(2006–2007)
Im Jahr 2006 verließ Schlagzeuger Brent Masters The Agony Scene, erst im Frühjahr 2007 konnte mit Ryan Folden ein Ersatz gefunden werden. Das dritte Album Get Damned erschien Ende 2007 bei Century Media.
Auf diesem Album sind die Hardcore-Wurzeln der Band noch deutlicher zu hören als auf den beiden anderen Alben, welche noch eher in die Richtung des Hauptfachs Metal gingen.

### Auflösung (2008)
Am 8. Oktober 2008 gab Sänger Mike Williams bekannt, dass die Band sich bereits im Frühling 2008 aufgelöst hat, jedoch niemand etwas davon bemerkt hatte.
"Wir haben einen Punkt erreicht, an dem es keinen finanziellen Sinn mehr gemacht hat und wir gemerkt haben, dass es besser ist aufzuhören, als das Ganze auszutragen und uns weiter in die Miesen zu treiben. Ich bin traurig zu sehen, wie es zu Ende geht, bevor ich bereit war weiter zu gehen, aber der Geschmack ändert sich und die Zeiten ebenfalls, und es war die richtige Zeit, um es zu beenden. Ich hatte einige großartige Erfahrungen während der letzten 5 Jahre, habe einige tolle Leute getroffen, habe einige Shows mit Danzig gespielt, was wirklich wahnsinnig toll war, und bin außerhalb des Landes gewesen und all dies. Wir haben uns gut geschlagen, und ich habe alles rausgeholt, was ich konnte. Der beschissene Teil daran ist nur, wenn du dein ganzes Leben auf Pause setzt und nun zusehen musst, was du mit dir selbst anfängst, wenn es zu Ende ist. Ich habe etwas Neues angefangen im musikalischen Bereich, etwas, das nicht weiter vom Metal und Hardcore entfernt sein könnte."
Bereits Anfang 2008 ist die Band aus ihrer Tour mit Himsa wegen „einigen persönlichen Problemen, welche das Fortfahren der Tour unmöglich machen“ ausgestiegen.
Damals wusste noch niemand, ob sich die Band tatsächlich trennte, zumal die MySpace-Seite der Band für einige Zeit inaktiv blieb.

## Stil
Die Musik von The Agony Scene ist typischer Metalcore mit starkem Melodic-Death-Metal-Einfluss. Weitere Einflüsse sind Rock ’n’ Roll, Punk und Thrash Metal. Metalglory.de sieht The Agony Scene auf Get Damned stilistisch eher in der Nähe von Bands wie Hatebreed und Sick of It All als bei typischem Metalcore. Teilweise verzichtet die Band auf gutturalen Gesang.

## Rezeption
Get Damned wurde im Rock Hard als achtbestes Album des Monats Februar 2007 gekürt. Es erhielt 7,3 von insgesamt 10 möglichen Punkten. Boris Kaiser schrieb in seiner Rezension, dass der Band nun ein offener Sound gelungen ist. Gemäß Michael Edele auf laut.de zeigt das neue Album „zumindest eine Band, die sich deutlich mehr darauf konzentriert, was ihnen Spaß macht, als auf irgendwelche Trends und Konventionen.“ Von laut.de bekam das Album vier von insgesamt fünf möglichen Punkten.

## Diskografie
- 2003: The Agony Scene (Century Media)
- 2005: The Darkest Red (Roadrunner Records)
- 2007: Get Damned (Century Media)
- 2018: Tormentor (Outerloop Records)